# Grainne
Grainne (Grainné ou en irlandais Gráinne /'grO:nj@/) est la fille de Cormac Mac Airt dans la mythologie celtique irlandaise. Elle est une reine infidèle et l'amante de Diarmuid. Leur relation est relatée en particulier dans La poursuite de Diarmuid et Gráinne du cycle fenian.
Veuf, le vieux roi Finn Mac Cumaill n'entend pas finir ses jours en solitaire et il demande la main de la fille du grand roi d'Irlande, Gráinne. Cela n'est pas du goût de la demoiselle. Pour l'éconduire, elle exige une épreuve difficile : le roi doit lui rapporter un couple de chaque espèce animale vivant en Irlande.
Mais c'est sans compter sur les talents de chasseur du neveu du roi. La belle n'a plus qu'à s'exécuter et à convoler en justes noces. Peu après, à l'occasion d'un banquet à Tara, elle verse aux convives un breuvage somnifère auquel tous succombent, sauf Diarmuid et Oisin, le propre fils de Finn. Elle tente de séduire Diarmuid qui se défend. Mais quand il réalise qu'au réveil du roi, il va se retrouver seul avec la reine, il accepte de fuir avec elle. Ce sera sa perte. Les deux jeunes gens se dérobent pendant seize années, poursuivis par la haine et le désir de vengeance de Finn.
Après seize années de fuite, Cormac et Finn acceptèrent leur mariage mais Diarmuid fut mortellement blessé par un sanglier ensorcelé lors d'une partie de chasse. Finn qui avait assisté à la scène refusa d'apporter son aide à Diarmuid agonisant.
Gráinne accusa Finn de la mort de son amant et jura de se venger par le biais de ses quatre fils, mais le vieux roi rusé la courtisa jusqu'à ce qu'elle accepte de l'épouser.